# Zorzines nasuta
Zorzines nasuta är en fjärilsart som beskrevs av Inoue 1986. Zorzines nasuta ingår i släktet Zorzines och familjen nattflyn. Inga underarter finns listade i Catalogue of Life.